# 朴朴超市
朴朴超市是福州朴朴电子商务有限公司推出的一个生鲜快送服务平台，主要覆盖福州、深圳、武汉、厦门、广州、成都、佛山等城市。

## 历史
2016年成立，该平台是以三十分钟及时配送及前置仓为模式，且已完成多次融资，此外，除了生鲜类目，还有粮油、调味品、化妆品、零食、饮料、文具等类目。朴朴超市获得艾媒咨询《2021新经济行业年度巅峰榜》“年度最佳互联网品牌电商与零售类”奖项。